# Gante-Wevelgem 1984
La Gante-Wevelgem 1984 fue la 46ª edición de la carrera ciclista Gante-Wevelgem y se disputó el 4 de abril de 1984 sobre una distancia de 255 km.  
El vencedor fue el italiano Guido Bontempi (Carrera) se impuso en la prueba. El belga Eric Vanderaerden y el también italiano Pierino Gavazzi fueron segundo y tercero respectivamente.

## Clasificación final
| Posición | Ciclista          | Equipo      | Tiempo   |
| -------- | ----------------- | ----------- | -------- |
| 1        | Guido Bontempi    | Carrera     | 6h09'00" |
| 2        | Eric Vanderaerden | Panasonic   | s.t.     |
| 3        | Pierino Gavazzi   | Atala       | s.t.     |
| 4        | Francis Castaing  | Peugeot     | s.t.     |
| 5        | Ad Wijnands       | Kwantum     | s.t.     |
| 6        | Eddy Planckaert   | Panasonic   | s.t.     |
| 7        | Stefan Mutter     | Cilo        | s.t.     |
| 8        | Rudy Dhaenens     | Splendor    | s.t.     |
| 9        | Greg LeMond       | Renault-Elf | s.t.     |
| 10       | Pol Verschuere    | Europ Decor | s.t.     |